# Anfangsausstattung
Eine Anfangsausstattung (auch Grundausstattung, in der engl. Fachliteratur meist initial endowment) ist in den Wirtschaftswissenschaften, besonders in der Mikroökonomik, der Ausgangszustand, gemäß dem die Güter unter den Marktteilnehmern verteilt sind, bevor sie gehandelt und/oder weiterverarbeitet werden. Die Anfangsausstattung ist ein wichtiger Parameter vieler ökonomischer Modelle. Eine der Fragen der Wirtschaftswissenschaften ist es, inwieweit initiale Ausstattungen Einfluss auf das Ergebnis der im Modell betrachteten Prozesse haben, also zum Beispiel inwieweit sie erhalten bleiben, Unterschiede verringert oder verstärkt werden.

## Beispiel und Abgrenzung
Die Anfangsausstattung von Akteuren wird üblicherweise in Vektorform notiert. Betrachte man eine Akteurin A. Diese mag zunächst, beispielsweise im Kontext der Modellierung einer reinen Tauschwirtschaft, über zwei Flaschen Wein (Gut 1) und acht Tafeln Schokolade (Gut 2) verfügen. Ihr Partner B wiederum verfüge über vier Flaschen Wein und eine Tafel Schokolade. Die Anfangsausstattungen der beiden Akteure lassen sich dann etwa mittels der Ausstattungsvektoren {\displaystyle \mathbf {x} ^{A}=(x_{1}^{A},x_{2}^{A})=(2,8)} und {\displaystyle \mathbf {x} ^{B}=(x_{1}^{B},x_{2}^{B})=(4,1)} darstellen. Anschließend könnte man sich überlegen, dass A und B miteinander beliebig Güter austauschen können. Abhängig von ihren Vorlieben wird nach Abschluss der Tauschvorgänge im Allgemeinen jeder Akteur über eine andere Mengenkombination der beiden Güter verfügen.
Die Anfangsausstattung eines Akteurs ist von einer (Ausgangs)allokation zu unterscheiden. Allokationen geben stets die Verteilung von Gütern bzw. Ressourcen aller Akteure (das heißt über die gesamte Ökonomie hinweg) an, während die Anfangsausstattung jeweils nur die Ausstattung eines konkreten Akteurs betrifft. Im oben skizzierten Beispiel könnte, geht man von einer Zwei-Personen-Volkswirtschaft aus, folglich {\displaystyle (\mathbf {x} ^{A},\mathbf {x} ^{B})} die Ausgangsallokation repräsentieren.

## Bedeutung in der allgemeinen Gleichgewichtstheorie
Der Zweite Hauptsatz der Wohlfahrtsökonomik besagt, dass unter gewissen theoretischen Voraussetzungen durch eine geeignete Umverteilung der Anfangsausstattung der Pareto-effiziente Zustand ausgewählt werden kann, der sich dann im Markt ergeben wird.
Eine wichtige (negative) Rolle hat die Anfangsausstattung auch in Versuchen erlangt, das Zustandekommen des allgemeinen Gleichgewichts durch Tâtonnement-Prozesse zu erklären. Diese scheiterten unter anderem daran, dass das Aktionen außerhalb eines Gleichgewichts in einer Runde Einfluss auf die Anfangsausstattung der nächsten Runde haben, und damit das allgemeine Gleichgewicht, das durch den Tâtonnement-Prozess angenähert werden soll, ändern bzw. die freiwillige Zustimmung der nutzenmaximierenden Agenten, die sich durch eine Änderung der Ausstattung schlechter stellen würden, verhindern. Léon Walras, der Begründer der allgemeinen Gleichgewichtstheorie, sah sich daher gezwungen, den Ablauf seines vorgeschlagenen Prozesses zur Herstellung des Gleichgewichts in logischer Zeit vorzuschlagen und jeden Tausch außerhalb des Gleichgewichts auszuschließen.

## Weitere Gebiete
Individuell rationale Agenten können einen Anreiz haben, ihre Anfangsausstattung geheim zu halten oder eine falsche Anfangsausstattung anzugeben und sich so in Prozessen, die der Reallokation von Ressourcen dienen, einen Vorteil verschaffen. Sie sind, etwa in einem allgemeinen Gleichgewichtsmodell, keinen reinen Preisnehmer mehr. Wie man dies vermeiden kann, ist eine Frage der Mechanismus-Design-Theorie.